# Kyssen (målning av Klimt)
Kyssen (tyska: Der Kuss) är den österrikiske konstnären Gustav Klimts kanske mest berömda oljemålning. 
Den målades 1908–1909 och ställdes ut i ofärdigt skick på Kunstschau Wien 1908 under namnet Liebespaar. Där köptes den av österrikiska staten för 25 000 kronen och den kvadratiska tavlan är idag utställd på Österreichische Galerie Belvedere i Wien. 
Klimts konst är en märklig och elegant syntes av symbolism och jugend. Han besökte San Vitale i Ravenna 1903 där han fascinerades av kyrkans gyllene bysantinska mosaiker. I Kyssen syns endast parets ansikten och händer samt kvinnans fötter. Resten av bilden är överdraget med en gyllene väv som sammansmälter med bakgrunden. Kompositionens ornamentala anslag infogar gestalternas kroppsdelar som skimrande mosaikstenar i helheten. 